# Epipsilia
Epipsilia is een geslacht van vlinders van de familie Uilen (Noctuidae), uit de onderfamilie Noctuinae.

## Soorten
- E. boursini Rungs, 1972
- E. cervantes (Reisser, 1935)
- E. grisescens (Fabricius, 1794)
- E. latens (Hübner, 1809)